# Roith (Mintraching)
Roith ist ein Ortsteil der Gemeinde Mintraching im Landkreis Regensburg (Bayern) mit 81 Einwohnern (Hauptwohnsitz, Stand: 31. Dezember 2023). Im Südosten des Ortes befindet sich der Baggersee und heute als Naherholungsgebiet genutzte Roither See.

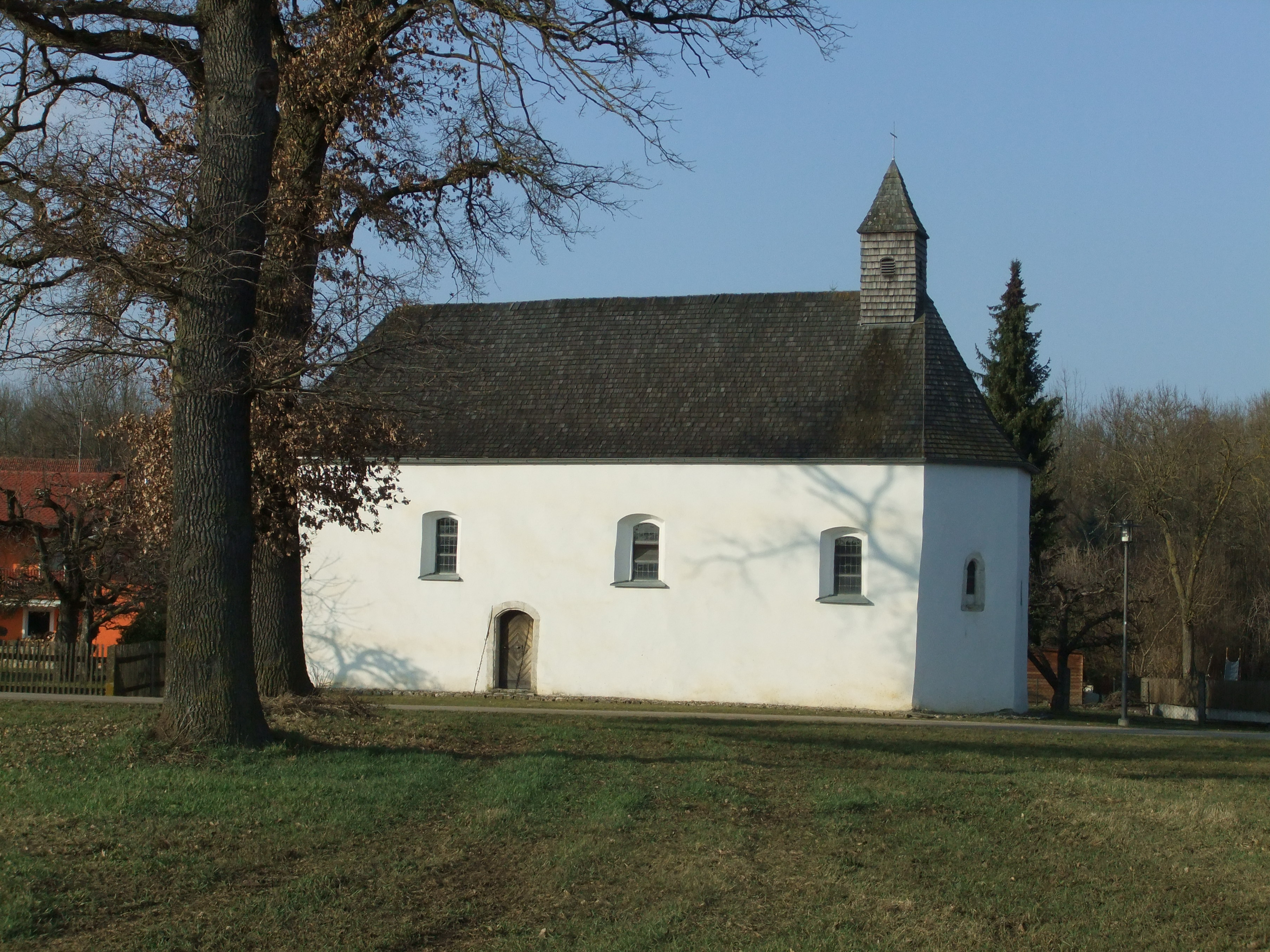
Um 1390 erbaute romanische Kirche

## Geschichte
Roith gehörte zur bis dahin selbstständigen Gemeinde Rosenhof und wurde mit dieser am 1. Mai 1978 nach Mintraching eingegliedert.

## Bauwerke
Katholische Kirche St. Georg (zugehörig zur Pfarrei Wolfskofen): Saalbau mit Walmdach und Dachreiter